# Ofensiva Kievului (2022)
Ofensiva de la Kiev a fost un teatru de operațiuni în curs de desfășurare în invazia rusă a Ucrainei din 2022 pentru controlul capitalei Ucrainei, Kiev, și a regiunii înconjurătoare. În dimineața zilei de 24 februarie, Forțele Armate Ruse au intrat în regiune și au fost angajate de Forțele Armate ale Ucrainei .   Comandamentul militar și guvernul politic al Ucrainei au sediul în regiune. 

## Cronologie

### 24 februarie
În dimineața zilei de 24 februarie, artileria și rachetele ruse au lovit ținte în regiunea Kiev, inclusiv aeroportul principal din Kiev – Aeroportul Internațional Boryspil .   
Mai târziu în acea dimineață, forțele ruse au trecut granița cu Ucraina din Belarus spre nord. În bătălia de la Cernobîl au capturat centrala nucleară de la Cernobîl, care este situată aproape de graniță. 
Mai târziu în cursul zilei, parașutiștii ruși au aterizat pe aeroportul Hostomel și au preluat controlul asupra acestuia pentru scurt timp. A început și Bătălia de la Aeroportul Antonov.  Potrivit oficialilor ucraineni, parașutiștii ruși au fost respinși ulterior de trupele ucrainene.  Forțele ruse au încercat, de asemenea, să aterizeze în și în jurul lacului de acumulare Kiev. 
În noaptea de 24 februarie, președintele Ucrainei, Volodymyr Zelenskyy, a declarat că „ grupuri subversive ” se apropie de Kiev.   În acea noapte, secretarul Apărării al Statelor Unite, Lloyd Austin, a spus în timpul unei conversații cu membrii congresului că unele unități de infanterie mecanizată rusă au avansat până la 20 mile (32 km) de Kiev. 

### 25 februarie
În dimineața zilei de 25 februarie, Forțele Aeriene Ruse și-au continuat bombardarea capitalei, bombardând centrul Kievului.  Un avion de vânătoare ucrainean Su-27 a fost doborât ulterior deasupra Kievului; avionul s-a prăbușit într-un complex de apartamente cu nouă etaje, dând foc clădirii.  
La 06:47 (GMT+2), o unitate a armatei ucrainene a detonat un pod peste râul Teteriv lângă Ivankiv, oprind o coloană de tancuri rusești care înainta de la Cernobîl .   Statul Major al Forțelor Armate ale Ucrainei a declarat ulterior că soldații ucraineni de asalt aeropurtați i-au implicat pe ruși într -o încăierare la Ivankiv și Dymer .  
La mijlocul dimineții, sabotorii ruși îmbrăcați în soldați ucraineni intraseră în districtul Obolon,   o zonă din partea de nord a Kievului care se află la aproximativ 6 mile (9,7 km) de la Rada Supremă .  Pe tot parcursul zilei, în timpul Bătăliei de la Kiev, s-au auzit focuri de armă în mai multe secții ale orașului; Oficialii ucraineni au descris focul ca fiind rezultatul ciocnirilor cu trupele ruse.  
Unii soldați ruși au reușit să treacă prin apărarea ucraineană de la Ivankiv, deși acea bătălie a continuat pe tot parcursul zilei. Potrivit Ministerului Apărării al Rusiei, aceste forțe ruse au reușit să avanseze și să captureze aeroportul Hostomel după un asalt la sol, creând o zonă cheie de aterizare pentru forțele ruse la doar 10 kilometri (6,2 mi) din Kiev. 
Zelensky i-a îndemnat pe cetățeni să riposteze cu cocktail-uri Molotov .   Forțele de Apărare Teritorială de rezervă au fost activate pentru apărarea capitalei. 18.000 de arme au fost, de asemenea, distribuite locuitorilor din Kiev care erau dispuși să lupte. 

### 26 februarie

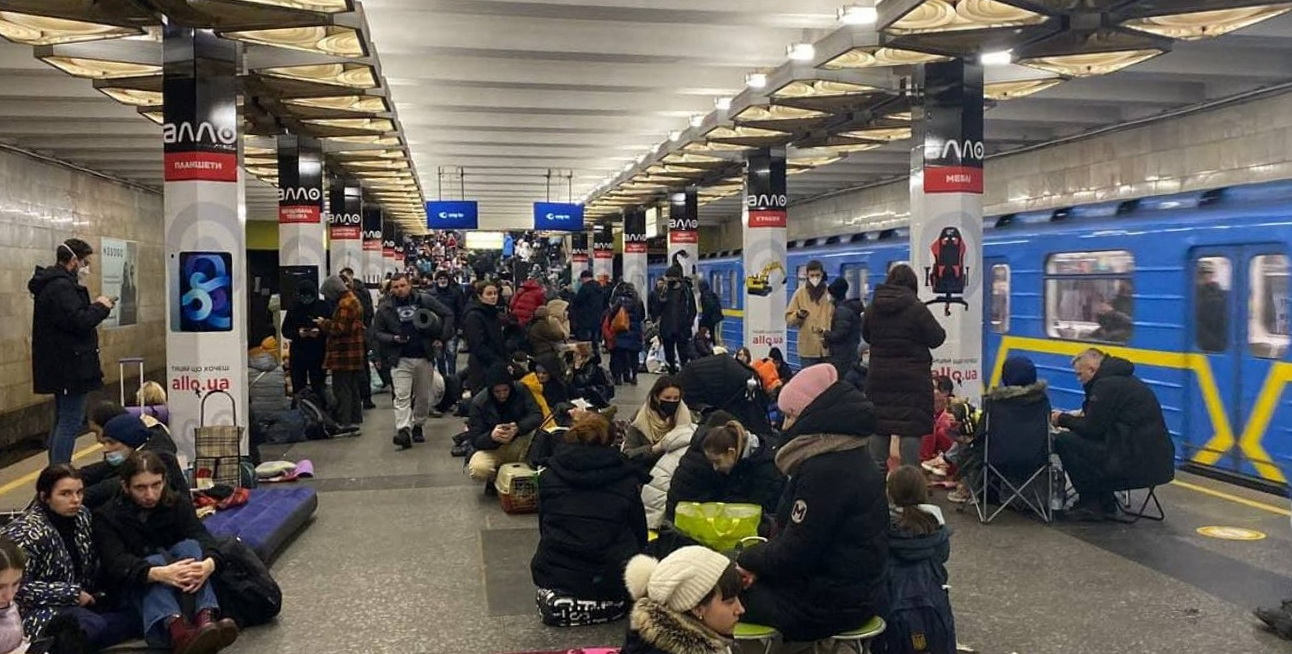
Stația de metrou Kiev transformată într-un adăpost pentru oameni

În dimineața devreme a zilei de 26 februarie, parașutiștii ruși au început să aterizeze în orașul Vasylkiv, chiar la sud de Kiev, pentru a captura Baza Aeriană Vasylkiv . În bătălia care a urmat, au început lupte grele pentru controlul orașului.  Oficialii ucraineni susțin că la ora 01:30, un avion de luptă ucrainean Su-27 a doborât un rus Ilyushin Il-76 care transporta parașutiști peste Vasilkiv.   Mai târziu, doi oficiali americani au spus că un al doilea Il-76 rus a fost doborât peste orașul din apropiere Bila Tserkva .  În ciuda acțiunii antiaeriene ucrainene, elemente ale parașutistilor ruși au reușit să aterizeze la sud de Kiev în jurul lui Vasilkiv și au luat contact cu trupele forțelor de pază de origine. La 7:30, oficialii ucraineni au raportat că apărătorii, sprijiniți de puterea aeriană, au respins cu succes parașutiștii. 
Forțele ruse au început să atace oficial Kievul mai târziu în dimineața devreme, bombardând orașul cu artilerie și încercând să captureze o centrală electrică și o bază armată în oraș. Forțele ucrainene au fost capabile să apere ambele obiective.   Primarul orașului Vasilkiv, Natalia Balasinovici, a spus că orașul său a fost apărat cu succes de forțele ucrainene și că luptele se încheiau. 
Centrala hidroelectrică Kiev, situată la nord de oraș, în suburbia Vyshhorod, a fost capturată de forțele ruse.   La 26 februarie, forțele ucrainene au recucerit centrala electrică.  De asemenea, apărarea antiaeriană ucraineană ar fi interceptat o rachetă îndreptată spre centrală. Interfax a declarat că, dacă barajul uzinei ar eșua, inundațiile ar putea distruge „întregul mal stâng al Kievului”. 

### 27 februarie
În dimineața devreme a zilei de 27 februarie, o rachetă rusă a lovit un depozit de petrol din Vasilkiv, incendiind instalația.   Un loc de eliminare a deșeurilor radioactive de lângă Kiev a fost, de asemenea, lovit de atacuri aeriene, dar locul de depozitare în sine a scăpat de impact.  În același timp, au existat rapoarte despre lupte care au avut loc în Kalynivka ; cu toate acestea, nu este clar dacă se referă la suburbia Kievului sau la suburbia Vasylkivan, deoarece ambele au același nume. 
Mai târziu, în dimineața devreme, armata ucraineană a susținut că a distrus un convoi Kadyrovtsy de 56 de tancuri în Hostomel și ar fi ucis generalul cecen Magomed Tushayev .   Liderul cecen Ramzan Kadyrov a susținut însă că Tușaiev este în viață și a publicat un videoclip în care îl arată împreună cu Anzor Bisaev, un alt comandant cecen. 
În dimineața zilei de 27 februarie, un atac aerian rusesc a lovit un bloc de apartamente din micul oraș Bucha, situat chiar la sud de Hostomel.  Au fost semnalate lupte și la Bucha, iar forțele ucrainene au distrus un pod din oraș pentru a încetini înaintarea forțelor ruse.  Primarul orașului vecin Irpin, Markushin Alexander, a susținut ulterior că forțele ucrainene au învins forțele ruse care atacau orașul, după ce au distrus podul dintre acesta și Bucha și le-au prins în capcană. 